# Vredenhof (gasthuis)
Het Vredenhof is gevestigd in twee rijksmonumenten in Dronrijp in de Nederlandse provincie Friesland. 

## Geschiedenis
Het gasthuis werd in 1745 gesticht door Agnes Alida Huber (1702-1774), lid van de familie Huber en eigenaresse van Schatzenburg. In 1845 werd er aan de achterzijde een tweede rij van 6 eenkamerwoningen gebouwd. De dubbele rij (12 woningen) werd in de 20e eeuw samengevoegd en verbouwd tot 6 woningen (Dûbelestreek 19-29). Het witgeschilderde gebouw heeft aan de straatzijde twee klokgevels met aanzetkrullen.
In 1872-1876 kwam er 100 meter zuidelijker een uitbreiding aan It Heech. De rij neoclassicistische woningen naar ontwerp van C.S. Reitsma werd in drie fasen gebouwd. In 1980 was er een verbouwing. 
Vredenhof is alleen nog maar het hofje, de huizen op It Heech zijn afgestoten. Onder de Stichting Gasthuis Vredenhof valt ook buitenplaats Schatzenburg.

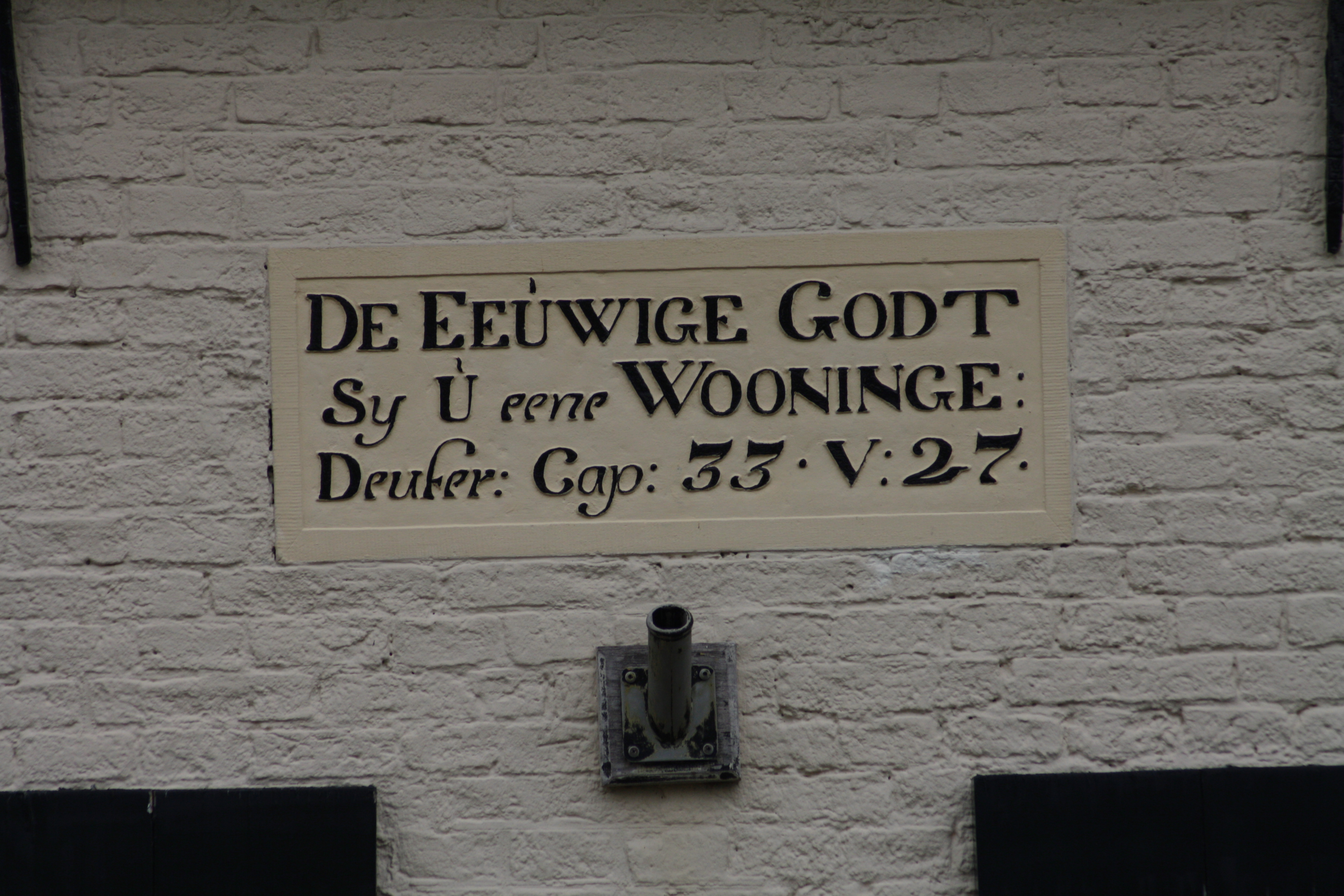
Gevelsteen
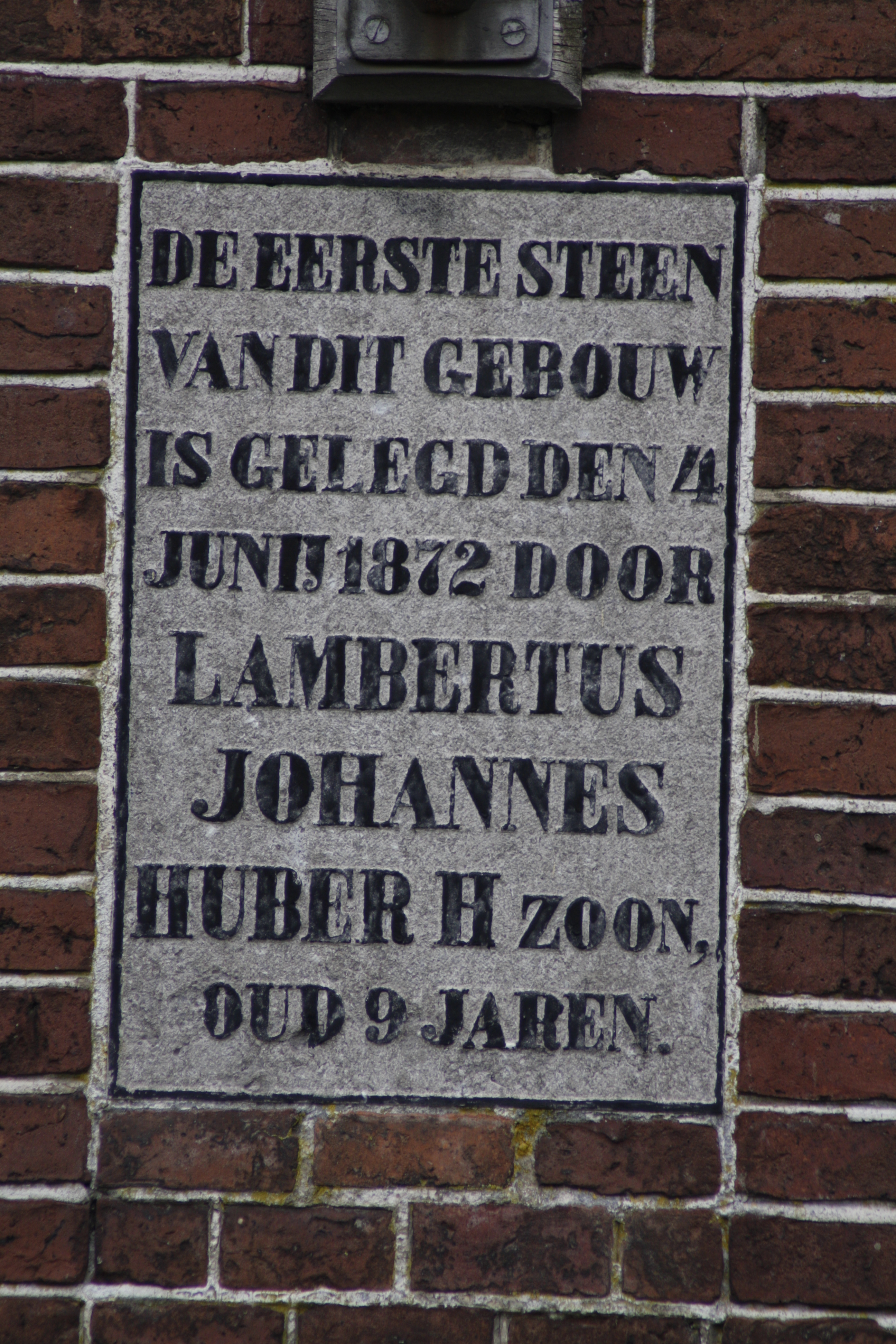
Eerste steen (1872)